# Claude-Antoine Bouchet
Pour les articles homonymes, voir Bouchet.
Claude-Antoine Bouchet est un médecin français, né le 17 février 1785 à Lyon et mort le 25 novembre 1839.

## Biographie
Il est le fils de Pierre Bouchet (1752-1794), chirurgien en chef de l'Hôtel-Dieu de Lyon et de Constance Floret. Cette dernière élevant seule leurs cinq enfants à la mort de Pierre Bouchet, son mari, fait suivre à son fils aîné Claude-Antoine des études de médecine à Paris pour qu'il perpétue l'activité de son père. Il obtient son doctorat en 1808 et est immédiatement nommé chirurgien à l'Hôtel-Dieu de Lyon dont il devient chef le 1er janvier 1812.  
Quand le colonel Mallet lui propose de devenir le médecin de Napoléon, il refuse pour ne pas quitter sa ville natale et sa famille. 
Il est l'un des premiers français à ligaturer, en 1812, l'artère iliaque lors d'un anévrysme. Sa générosité est célèbre.